# مورجن
شهر مورجن (به رومانیایی: Murgeni) در شهرستان واسلوئی در کشور رومانی واقع شده‌است. جمعیت این شهر ۷٬۶۷۴ نفر  است.